# Atletismo nos Jogos Pan-Americanos de 1999 - Revezamento 4x400 m masculino
As provas do revezamento 4x400 m masculino nos Jogos Pan-Americanos de 1999 foram realizadas de 28 a 30 de julho de 1999.

## Medalhistas
| Ouro                                                                                  | Prata | Bronze                                                                     |
| JAM Jamaica Michael McDonald Greg Haughton Danny McFarlane Davian Clarke Paston Coke* | BRA Brasil Eronilde de Araújo Claudinei da Silva Anderson Jorge dos Santos Sanderlei Parrela Cleverson da Silva* | USA Estados Unidos Danny McCray Deon Minor Torrance Zellner Alvin Harrison |

* Atletas que competiram apenas nas elimiantórias

## Resultados

### Eliminatórias
Classificação: As primeiras três equipes de cada eliminatória (Q) e as outras duas mais rápidas (q) classificaram à final.
| Posição | Eliminatória | Nação                        | Nomes                                                         | Tempo   | Notas |
| ------- | ------------ | ---------------------------- | ------------------------------------------------------------- | ------- | ----- |
| 1       | 2            | JAM Jamaica                  | Paston Coke, Michael McDonald, Danny McFarlane, Davian Clarke | 3:00.05 | Q     |
| 2       | 1            | BAH Bahamas                  | Timothy Munnings, Chris Brown, Avard Moncur, Carl Oliver      | 3:00.73 | Q, SB |
| 3       | 1            | USA Estados Unidos           | Danny McCray, Deon Minor, Torrance Zellner, Alvin Harrison    | 3:00.73 | Q     |
| 4       | 2            | BRA Brasil                   |                                                               | 3:01.04 | Q     |
| 5       | 1            | CUB Cuba                     |                                                               | 3:02.04 | Q     |
| 6       | 2            | CAN Canadá                   | Shane Niemi, Don Bruno, Byron Goodwin, Monte Raymond          | 3:04.69 | Q     |
| 7       | 2            | DOM República Dominicana     |                                                               | 3:06.72 | q     |
| 8       | 1            | TRI Trinidad e Tobago        |                                                               | 3:08.28 | q     |
| 9       | 2            | ANT Antígua e Barbuda        |                                                               | 3:10.80 |       |
| 10      | 1            | VIN São Vicente e Granadinas |                                                               | 3:10.81 |       |

### Final
| Posição          | Nação                    | Nomes                                                                                | Tempo   | Notas  |
| ---------------- | ------------------------ | ------------------------------------------------------------------------------------ | ------- | ------ |
| Medalha de ouro  | JAM Jamaica              | Michael McDonald, Greg Haughton, Danny McFarlane, Davian Clarke                      | 2:57.97 | WL, PR |
| Medalha de prata | BRA Brasil               | Eronilde de Araújo, Claudinei da Silva, Anderson Jorge dos Santos, Sanderlei Parrela | 2:58.56 | NR     |
| 3                | USA Estados Unidos       | Danny McCray, Deon Minor, Torrance Zellner, Alvin Harrison                           | 3:00.94 |        |
| 4                | CUB Cuba                 | Norberto Téllez, Mariano Mesa, Jorge Crusellas, Edel Hevia                           | 3:01.79 | SB     |
| 5                | CAN Canadá               | Shane Niemi, Don Bruno, Byron Goodwin, Monte Raymond                                 | 3:03.06 |        |
| 6                | DOM República Dominicana | Francisco Cornelio, Félix Sánchez, Carlos Santa, José Peralta                        | 3:05.19 |        |
| 7                | BAH Bahamas              |                                                                                      | DNS     |        |
| 7                | TRI Trinidad e Tobago    |                                                                                      | DNS     |        |